# Salle Henri-Gagnon
La salle Henri-Gagnon est une salle de concert inaugurée en 1980, située dans le pavillon Louis-Jacques-Casault de l'Université Laval à Québec.

## Construction

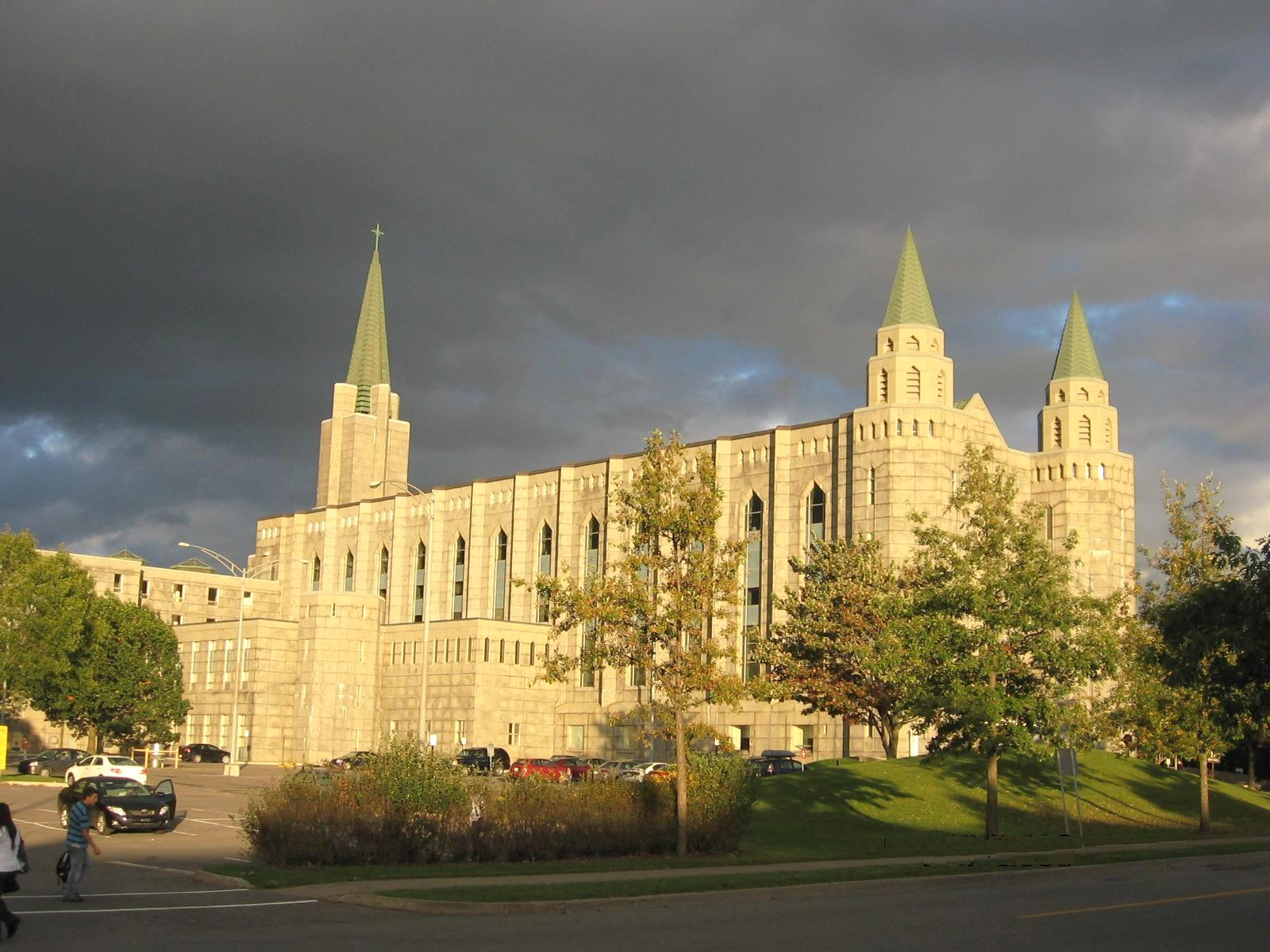
Pavillon Louis-Jacques-Casault

La construction de la salle Henri-Gagnon, s’inscrit dans les travaux de réaménagement du Grand Séminaire de Québec, l’actuel pavillon Louis-Jacques-Casault, dont l’Université Laval a fait l’acquisition le 10 mars 1978. Ces travaux devaient permettre d’y accueillir, dès mars 1979, la faculté des arts, logée jusque-là à la Tour des arts (actuel pavillon Félix-Antoine-Savard) et dont relevaient à cette époque l’École de musique, le Département d’information et de communication et l’École des arts visuels ; à cette relocalisation se joignait également le Département des sciences géodésiques et de télédétection, rattaché quant à lui à la faculté de foresterie et de géodésie.

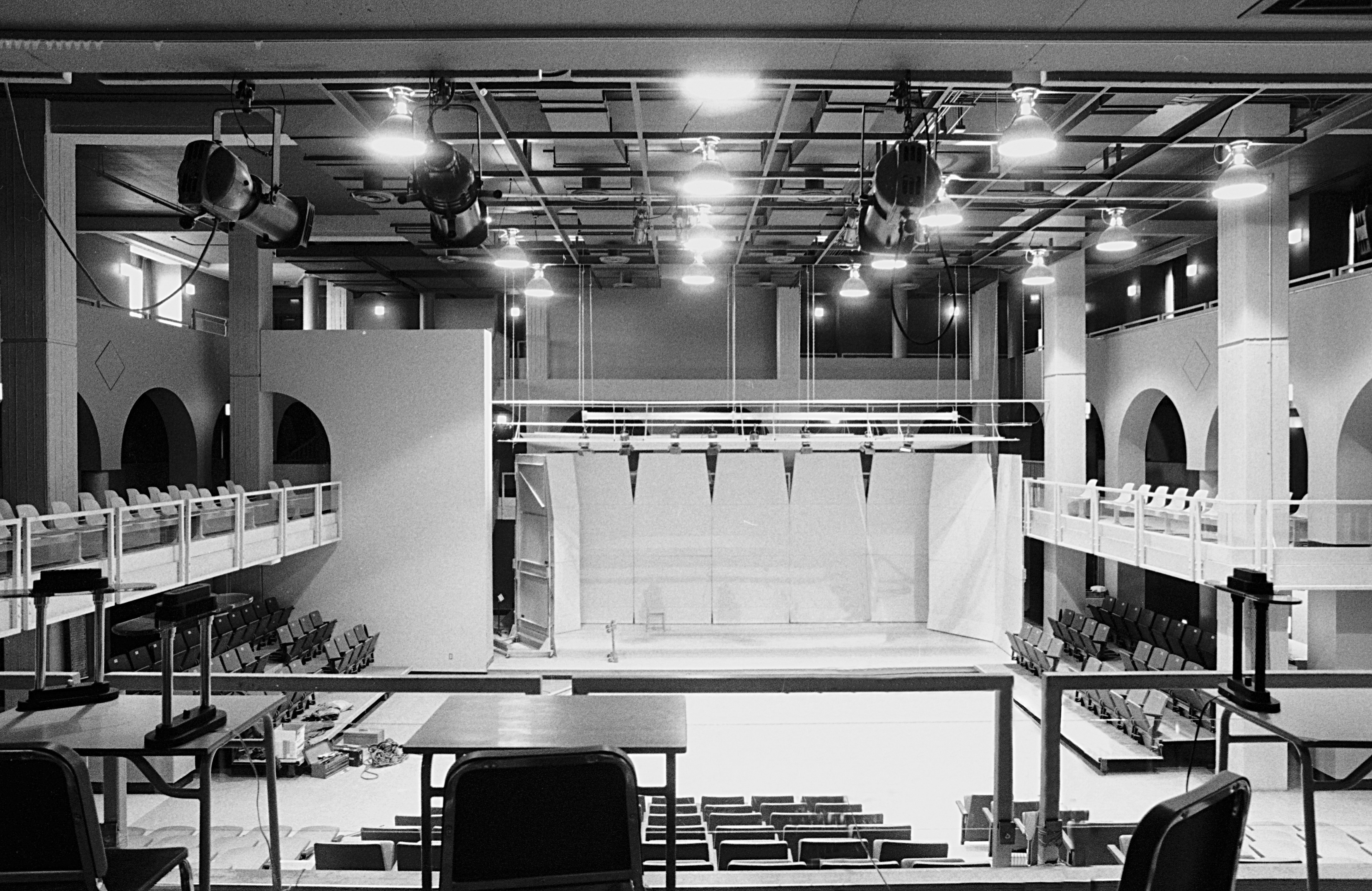
La salle Henri-Gagnon et sa scène, avant les travaux de rénovation entrepris en 1997

Multifonctionnelle à l’origine, cette salle qui pouvait accueillir 350 auditeurs devait permettre la tenue d’activités variées, organisées par les diverses unités d’enseignement et de recherche en place, auxquelles s’ajoutaient le Service des activités socioculturelles de l’Université Laval et le Département de théâtre, littérature et cinéma, rattaché à la faculté des lettres : concerts, cours de maître, expositions, conférences, ligue d’improvisation, théâtre, cours, etc. La majeure partie de l’équipement y était donc amovible ou escamotable, incluant la scène, les conques acoustiques, les gradins et les sièges. La salle comportait également deux galeries latérales.

## Inauguration
Cette salle a été inaugurée en octobre 1980 et porte le nom de [Charles Édouard Gustave] Henri Gagnon (1887-1961), organiste titulaire à la basilique-cathédrale Notre-Dame de Québec, de 1915 à 1961, et professeur à l’École de musique de l’Université Laval : il y est en effet nommé professeur agrégé le 15 juin 1922, puis professeur titulaire d’orgue et de piano le 27 mars 1931 et enfin, professeur titulaire d’orgue le 9 mai 1952, fonction qu’il occupera jusqu’à la fin de sa vie.

## Transformation

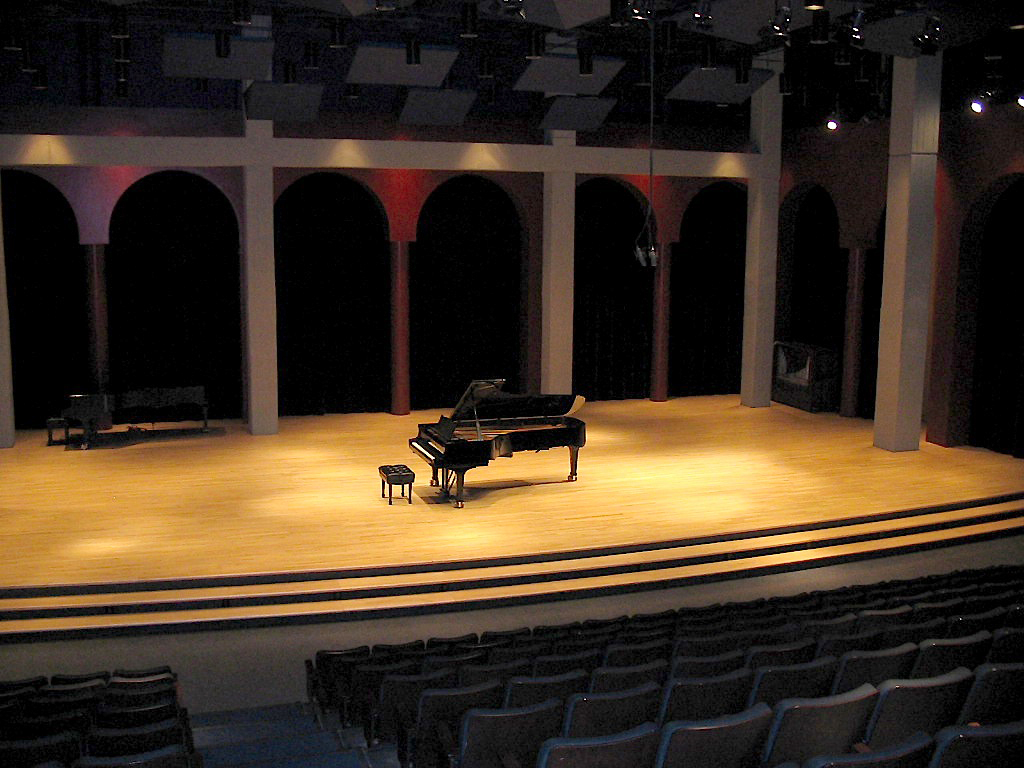
Nouvelle scène de la salle Henri-Gagnon, depuis 1997

L’École de musique de l’Université Laval qui a assumé la gestion de la salle Henri-Gagnon dès son inauguration, est élevée au rang de faculté le 21 mai 1997. Dans le contexte de ce changement de statut, la vocation et le rôle de cette salle sont redéfinis et de nouveaux travaux sont entrepris, dès juin 1997, afin de transformer l’ancien auditorium multifonctionnel en salle de concert, essentiellement destinée à la diffusion musicale : équipement et matériel d’origine sont supprimés, une nouvelle scène pouvant accueillir un orchestre symphonique y est aménagée, les gradins escamotables sont remplacés par des sièges fixes, les galeries latérales sont démolies et des travaux acoustiques sont réalisés afin d’exploiter au mieux l’espace sonore de la nouvelle salle. L’importance accordée à la scène, à l’acoustique de la salle et au confort des auditeurs ont par contre une incidence directe sur la capacité d’accueil, les 350 places disponibles à l’origine étant réduites à 240. Ces travaux sont réalisés sous la direction de l’architecte Pierre Thibault ; le concert d’inauguration de la nouvelle salle, qui a lieu le 6 octobre 1997, est confié au pianiste Michel Franck.

## Conservation

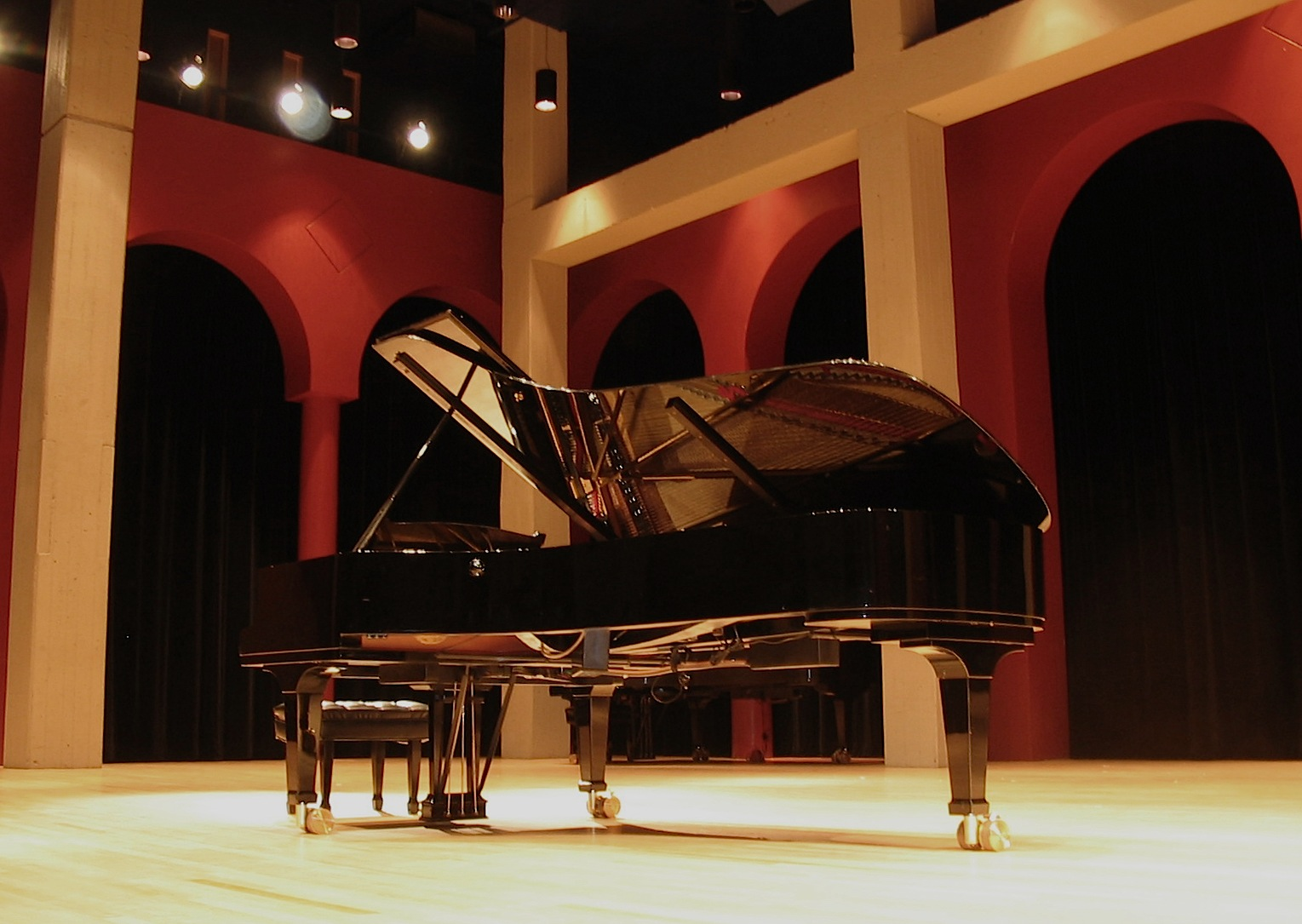
À l'arrière-plan et de couleur vermillon, une section des arcades de l'ancienne chapelle

Tel que mentionné, la salle Henri-Gagnon a été aménagée au pavillon Louis-Jacques-Casault, et plus précisément, à l’intérieur de l’espace qu’occupait à l’origine la chapelle du Grand Séminaire. La situation et les dimensions de la salle correspondent sensiblement au chœur de l’ancienne chapelle dont les arcades en plein cintre du premier niveau sont toujours visibles et ont été remises en valeur lors des dernières transformations. Bien qu’en partie cachés par les piliers de soutènement des étages supérieurs, ajoutés lors du réaménagement du pavillon à la fin des années 1970, ces vestiges architecturaux témoignent de l’identité originelle du lieu, tout en ajoutant à l’atmosphère sereine et chaleureuse de cette salle de concert qui a accueilli depuis nombre d’artistes de Québec et d’ailleurs.

## Diffusion
Dans les années qui suivirent son inauguration, la salle Henri-Gagnon est rapidement devenue un foyer actif de diffusion de la musique contemporaine, notamment grâce à la présence du compositeur québécois François Morel, professeur à l’École de musique de l’Université Laval de 1979 à 1997. Entre 1985 et 2003, plus d’une quarantaine d’œuvres de musique contemporaine, dont une vingtaine de François Morel et d’autres compositions d’Henry Brant, de Denis Dion et de Robert Lemay notamment y sont enregistrées. Plusieurs œuvres y sont également créées dont Altitude maximale (31 mai 1999) et Comme un secret (26 mars 2014) d’Alain Gagnon, Stuntshow (23 septembre 2005), Checkpoints (9 décembre 2007) et On Call (22 avril 2010) de Robert Lemay, En passant (23 septembre 2005) de Denis Dion, Discourse – Phase – Reconfiguring (4 avril 2009) de Satoshi Kanazawa, Parcours (27 mars 2010) et Enjeux (10 octobre 2013) de François Morel. Depuis son inauguration, la salle Henri-Gagnon a également accueilli, en concert ou lors de cours de maîtres, des interprètes renommés tels Natalie Dessay, Michel Donato, James Gelfand, Marc-André Hamelin, Hartmut Höll, Stephen Hough, Oliver Jones, Joe Locke, Louis Lortie, Jacques Mauger, Lewis Nash, Andreas Staier, Peter Washington, Thibaut Garcia,  Paul Agnew, André Laplante, Nir Felder (en), Jordi Savall, Gustavo Díaz-Jerez (en), Ginette Reno et Joyce DiDonato. 